# Dystactula grisea
Dystactula grisea es una especie de mantis de la familia Mantidae.

## Distribución geográfica
Se encuentra en la   Provincia del Cabo (Sudáfrica).